# Колхозна Бада
Колхо́зна Бада́ (рос. Колхозная Бада) — село у складі Хілоцького району Забайкальського краю, Росія. Входить до складу Бадинського сільського поселення.

## Історія
Село утворено 2014 року шляхом виділення частини села Бада.